# Eduardo Juliá Martínez
Eduardo Juliá Martínez (1887-1967) fue un filólogo español, especializado en teatro clásico inglés y español.

## Biografía
Aprovechó la fecha de centenario en 1616 para divulgar la figura de Shakespeare, sobre quien escribió una especie de biografía novelada que, bajo el título Shakespeare y su tiempo: historia y fantasía, pretendía exponer "las verdades entre las apariencias del entretenimiento". Para ello utilizó una amplia documentación que se refleja en las notas y apéndices finales, con mucho lo más sustancioso de la obra, que impulsó su posterior e interesante Shakespeare en España (1918), fundamento de los estudios ulteriores de Alfonso Par.

## Obra

### Estudios
- Shakespeare y su tiempo: historia y fantasía. Madrid: Renacimiento, 1916.
- Shakespeare en España: traducciones, imitaciones e influencias de las obras de Shakespeare en la literatura española. Madrid: Tipografía de la Revista de Archivos, Bibliotecas y Museos, 1918.
- "Aportaciones bibliográficas: Comedias raras existentes en la Biblioteca Provincial de Toledo," Boletín de la Real Academia Española, 19 (1932), 566-83; 20 (1933), 252-70.

### Ediciones
- Guillén de Castro, Obras de Don Guillén de Castro y Bellvís, edición, estudio y notas Eduardo Juliá Martínez, Madrid, Real Academia Española-Imprenta de la Revista de Archivos, Bibliotecas y Museos, 1925-1927, (Biblioteca Selecta de Clásicos españoles, primera serie).
- Teatro moderno, selección, observaciones preliminares y notas Eduardo Juliá Martínez, Madrid, Instituto Antonio de Nebrija, 1947
- Piezas teatrales cortas, sSelección, observaciones, preliminares y notas por Eduardo Juliá Martímez e ilustraciones de Malasaña, Madrid, Instituto Antonio de Nebrija, 1944.
- Lope de Vega, Comedia de El caballero de Olmedo, edición crítica de Eduardo Juliá Martínez, Madrid, C.S.I.C., 1944.
- Guillén de Castro, Las Mocedades del Cid, edición, estudio y notas Eduardo Juliá Martínez, Zaragoza, Ebro, 1942.
- Agustín Moreto, El lindo Don Diego, edición, estudio y notas Eduardo Julia Martínez, Zaragoza, Ebro, 1957.

- Datos: Q5819342